# Eumedonia praticola
Eumedonia praticola är en fjärilsart som beskrevs av Burrau 1953. Eumedonia praticola ingår i släktet Eumedonia och familjen juvelvingar. Inga underarter finns listade i Catalogue of Life.